# Essential Rarities
Essential Rarities este un album compilație al trupei The Doors , lansat original pe box set-ul The Complete Studio Recordings în 1999 , dar reeditat în 2000 ca un singur CD conținând piese rare , demouri și piese live luate de pe The Doors Box Set din 1997 .

## Tracklist
1. "Break On Through" (4:44)
2. "Roadhouse Blues" (4:31)
3. "Hyacinth House" (2:38)
4. "Who Scared You" (3:55)
5. "Whiskey, Mystics & Men" (2:23)
6. "I Will Never Be Untrue" (3:58)
7. "Moonlight Drive" (2:31)
8. "Queen of The Highway" (3:35)
9. "Someday Soon" (3:49)
10. "Hello, I Love You" (2:31)
11. "Orange County Suite" (5:44)
12. "The Soft Parade" (10:09)
13. "The End" (17:46)
14. "Woman Is a Devil" (4:08)

- Toate cântecele au fost scrise de The Doors

## Componență
- Robby Krieger - chitară
- Jim Morrison - voce
- Ray Manzarek - orgă, pian, claviaturi și claviaturi-bas
- John Densmore - baterie